# هاسيكورا تسونيناغا
هاسيكورا روكويمون تسونيناغا (باليابانية: 支倉六右衛門常長، عاش ما بين 1571 - 1622 م) ساموراي ياباني دخل في خدمة داي-ميو داتي ماساموني. ذهبا سفيرا إلى المكسيك ثم إلى أوروبا ما بين عامي 1613 و1620 م وعاد بعدها إلى اليابان. وكان أول مبعوث رسمي من اليابان إلى الأمريكيتين، كما أن أول اتفاقية موثقة للعلاقات الفرنسية اليابانية كانت باسمه.
لا يعرف الكثير عن الحياة المبكرة لتسونيناغا سوى أنه كان ساموراي سابق أثناء الغزو الياباني لكوريا أثناء حكم تائيكو هيديوشي ما بين 1592 و1597 م.

## الاتصال بالإسبان
بدأ الإسبانيون رحلاتهم عبر المحيط الهادي بين المكسيك، أو ما كان يعرف حينها بإسبانيا الجديدة، والصين عن طريق قاعدتهم في الفلبين وذلك عقب رحلات أندرياس دا أودانيتا في القرن السادس عشر. وبحلول عام 1571 م كانت مانيلا قد أصبحت القاعدة الأساسية للإسبان في المنطقة الآسيوية.
كانت السفن الإسبانية كثيرا ما تتعرض للغرق بسبب رداءة الأحوال الجوية على شواطيء اليابان، الأمر الذي نجم عن اتصال الإسبان بأهل اليابان. وقد كان نشر الدين المسيحي في اليابان أحد طموحات الإسبان. أخذ هذا الامتداد للنفوذ الإسباني في اليابان يلقى مقاومة شديدة من قبل اليسوعيون الذي كان قد بدؤوا بعلميات التبشير في البلاد منذ عام 1549 م، وكذلك فقد كانت هنالك مقاومة من البرتغالين والهولنديين الذين لم يرغبوا بمشاركة التجارة اليابانية مع الإسبان.
وفي عام 1609 م واجهت سفينة إسبانية تدعى سان فرانسيسكو، كانت متوجهة من مانيلا إلى أكوابلوكو، أحوال جوية سيئة أدت إلى غرقها على مقربة من شواطيء تشيبا اليابانية، بالقرب من طوكيو. أنقذ اليابانيون طاقم السفينة ورحبوا بهم كما التقى ربانها رودريغو دا فيفيرو بالحاكم توكيغاوا آياسو.
وقعت معاهدة في 29 نوفمبر 1609 م تسمح للإسبان من بناء مصنع في شرق اليابان وباستيراد مسلتزمات التنجيم من إسبانيا الجديدة. كما نصت المعاهدة على السماح للسفن الإسبانية بالوقوف في اليابان إذا ما استلزم الأمر، وعلى إرسال سفارة يابانية للأراضي الإسبانية.

## مشروع السفارة
قام راهب فرانسيسكي اسمه لويس سوتيلو، والذي كان مبشرا في منطقة طوكيو، بإقناع حاكم اليابان -الشوغن- بابتعاثه كسفير إلى إسبانيا الجديد. وفي عام 1610 م، أبحر سوتيلو إلى المكسيك مع من عاد من البحارة الإسبان و 22 ياباني على متن سفينة سان بوينا فيتورا، وهي سفينة بنيت بواسطة الرحالة الإنجليزي ويليام آدمز للحاكم الياباني. بعدما حطت السفينة في إسبانيا الجديدة، التقى لويس سوتيلو بالمندوب لويس دا فيلازكو والذي وافق على بعث المكتشف الشهير سبستيان فيزكاينو سفيرا إلى اليابان، والذي كلف أيضا باكتشاف جزر الذهب والفضة والتي كان يعتقد أنها تقع إلى الشرق من الجزر اليابانية.

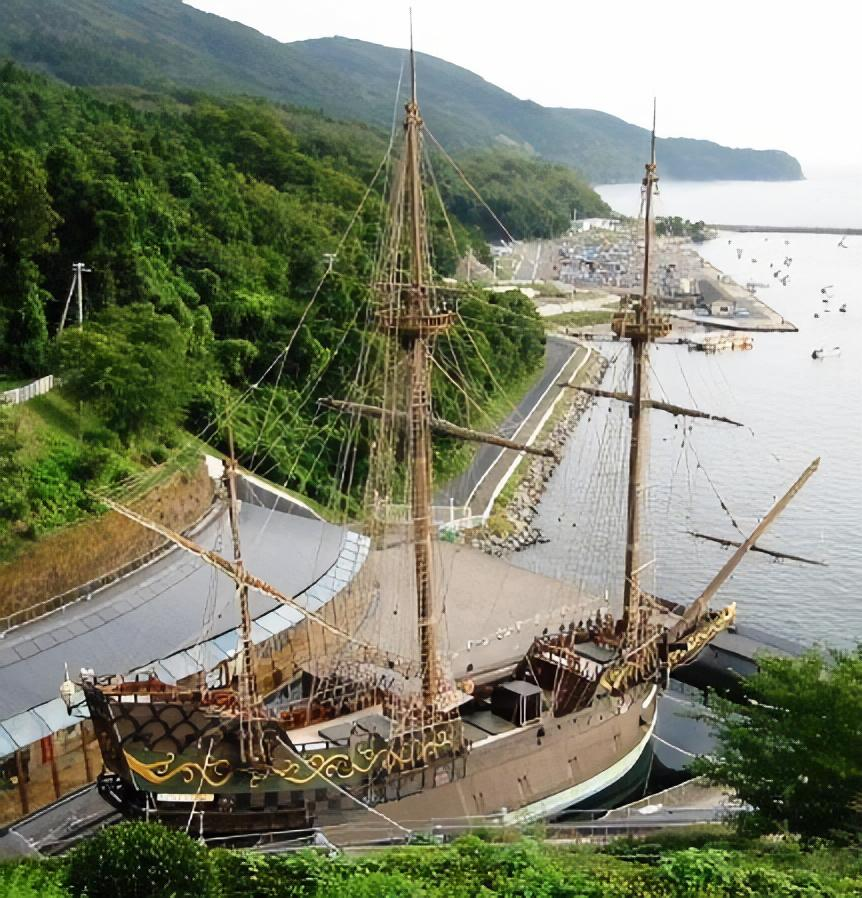
نموذج مماثل للسفينة سان خوان باوتيستا اليابانية في إشينوماكي، اليابان

وصل فيزكانيو إلى اليابان في عام 1611 م واجتمع مرارا مع الحاكم الياباني والملاك الإقطاعيين هناك. غير أن هذه اللقاءات شابها قلة احترام فيزكانيو للعادات اليابانية والمعارضة المتنامية من قبل اليابانيين للتبشير الكاثوليكي والمؤامرات الهولندية ضد الطموحات الإسبانية. وأخيرا، غادر فيزكانيو للبحث عن جزر الفضة إلا أن أحوال الطقس السئية التي واجهته أجبرته على العودة إلى اليابان بعد أن أصيب بخسائر كبيرة. قرر الحاكم الياباني أن يبني سفينة لتعيد فيزكانيو إلى إسبانيا الجديدة مصحوبا ببعثة يابانية.
كلف دائيمو سنداي، داتي ماساموني، بالتجهيز لهذه المهمة، فاختار هاسيكورا تسونيناغا قائدا للبعثة. استغرق بناء السفينة، والتي أطلق اليابانيون عليها اسم داتي مارو ثم سماها الإسبان فيما بعد بسان خوان باوتيستا، 45 يوما. وقد شارك في هذا العمل الحاكم التنفيذي في اليابان -أو الباكوفو- بخبراته التقنية، و 800 بناء سفن و700 حداد و3,000 نجار.

## الرحلة عبر المحيط الهادي
بعد اكتمال البناء، انطلقت السفينة في رحلتها إلى أكوابولكو في المكسيك في 28 أكتوبر 1613 م مقلة 180 شخصا من بينهم 10 من ساموراي الحاكم، أرسلوا من قبل وزير البحرية موكاي شوجن، و 12 ساموراي من السنداي، و 120 تاجرا يابانيا وبحارا وخادما، وحوالي 40 إسبانيا وبرتغاليا.
وصلت السفينة إلى أكوابولكو في 25 يناير 1614 م بعد قضاء ثلاثة أشهر في البحر، واستقبلت البعثة بحفاوة كبيرة هنالك. وقد كانت المهمة الأساسية للبعثة هو الذهاب إلى أوروبا. بعد قضاء بعض الوقت في المكسيك، ذهبت البعثة إلى فيراكروز للانضمام إلى أسطول دون أنتونيو أكويندو قبل أن ينطلقوا إلى أوروبا. اضطر هاسيكورا إلى ترك جزء كبير من جماعته في أكوابولكو حتى تعود البعثة.

## مهمة إلى أوروبا

### إسبانيا

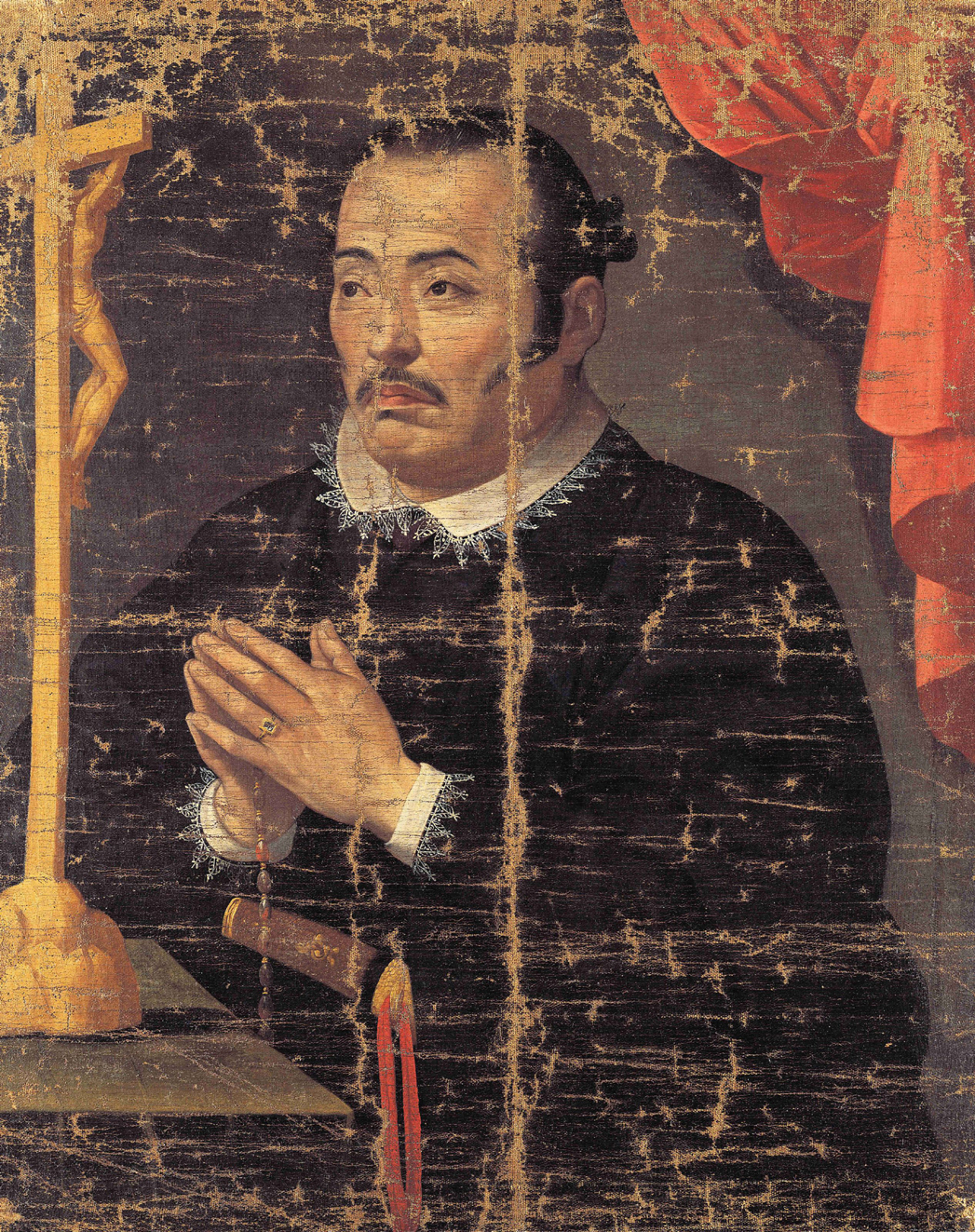
هاسيكورا يصلي عقب تحوله إلى المسيحية في مدريد عام 1615 م

وصلت الإسطول إلى مدينة سانلوكار دا باراميدا في 5 أكتوبر 1614 م. وقد ورد في كتاب «تاريخ مملكة فوكسو» لسكيبيوني أماتي:
وورد أيضا في كتاب آخر:
التقت البعثة اليابانية بملك إسبانيا فيليب الثالث في مدريد في 30 يناير من عام 1615 م. قدم هاسيكورا رسالة للملك من الداتي ماساموني وعرضا لعقد معاهدة. أجاب الملك بأنه سيوف يقوم بكل ما يستطيعه لتلبية تلك الطلبات.
في 17 فبراير قام القس الشخصي للملك بتعميد هاسيكورا وأطلق عليه اسم فرانسيسكو فيليبى فاكسيكورا Francisco Felipe Faxicura.

### فرنسا

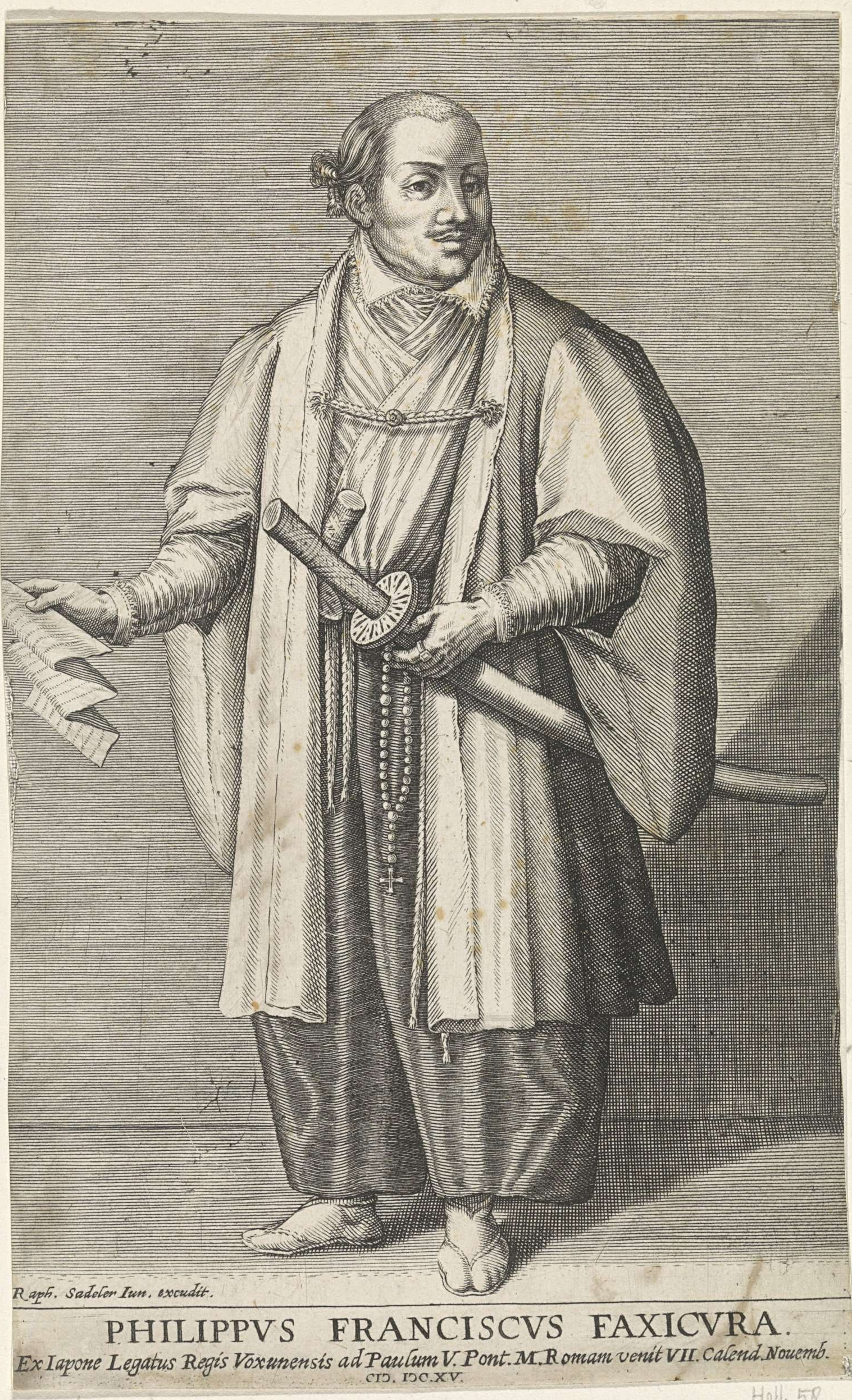
هاسيكورا تسونيناغا كما تصوره أحد الكتب الأوروبية من القرن السابع عشر التي تحدتث عن رحلته.

بعد التنقل في أرجاء إسبانيا أبحرت البعثة في المتوسط على متن ثلاث فراقط إسبانية متجهة إلى إيطاليا. ولكن نتيجة للأحوال الجوية السيئة اضطروا للجوء إلى ميناء سانت تروبز الفرنسي فاستقبلهم النبلاء المحليين، وتركوا انطباعا حسنا عند العامة.
سجلت زيارة البعثة اليابانية في سجلات المدينة بأنها كانت بقيادة «فرانسيسكو فيليبى فاكسيكورا، سفير إلى البابا من داتي ماساموني، ملك وكسو في اليابان.» وقد دون العديد من تحركات البعثة بالتفصيل:
كانت هذه الزيارة إلى سانت تروبز في 1615 م هي الأولى المسجلة في تاريخ العلاقات الفرنسية اليابانية.

### إيطاليا

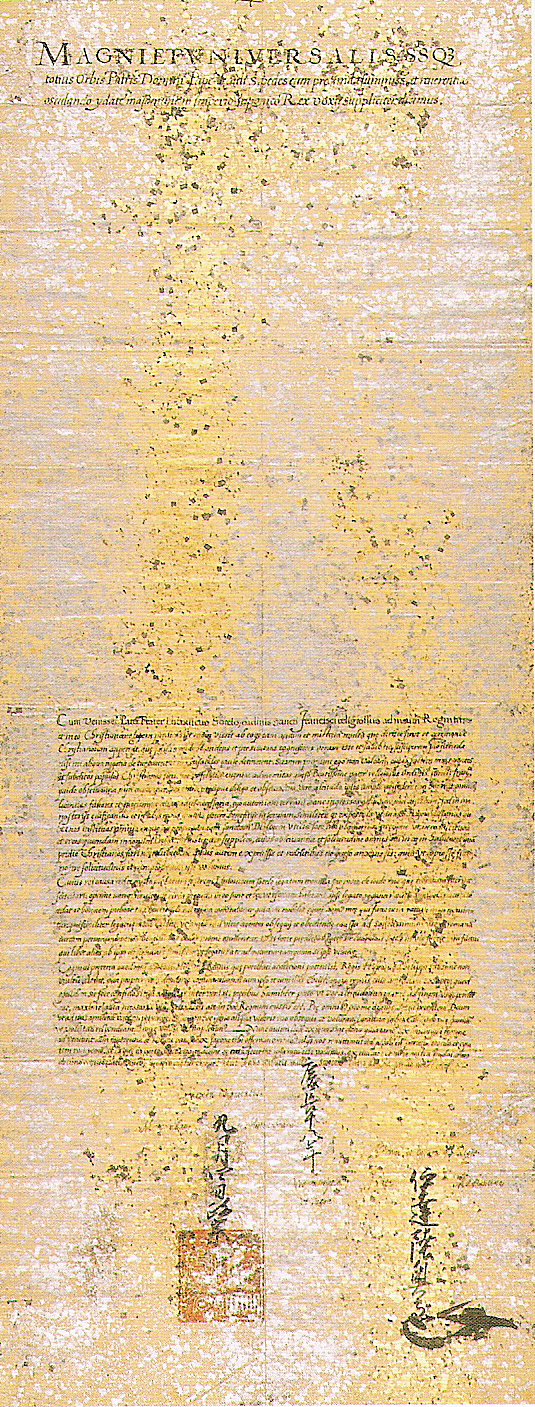
Letter of Date Masamune to the Pope, in Latin. 1613

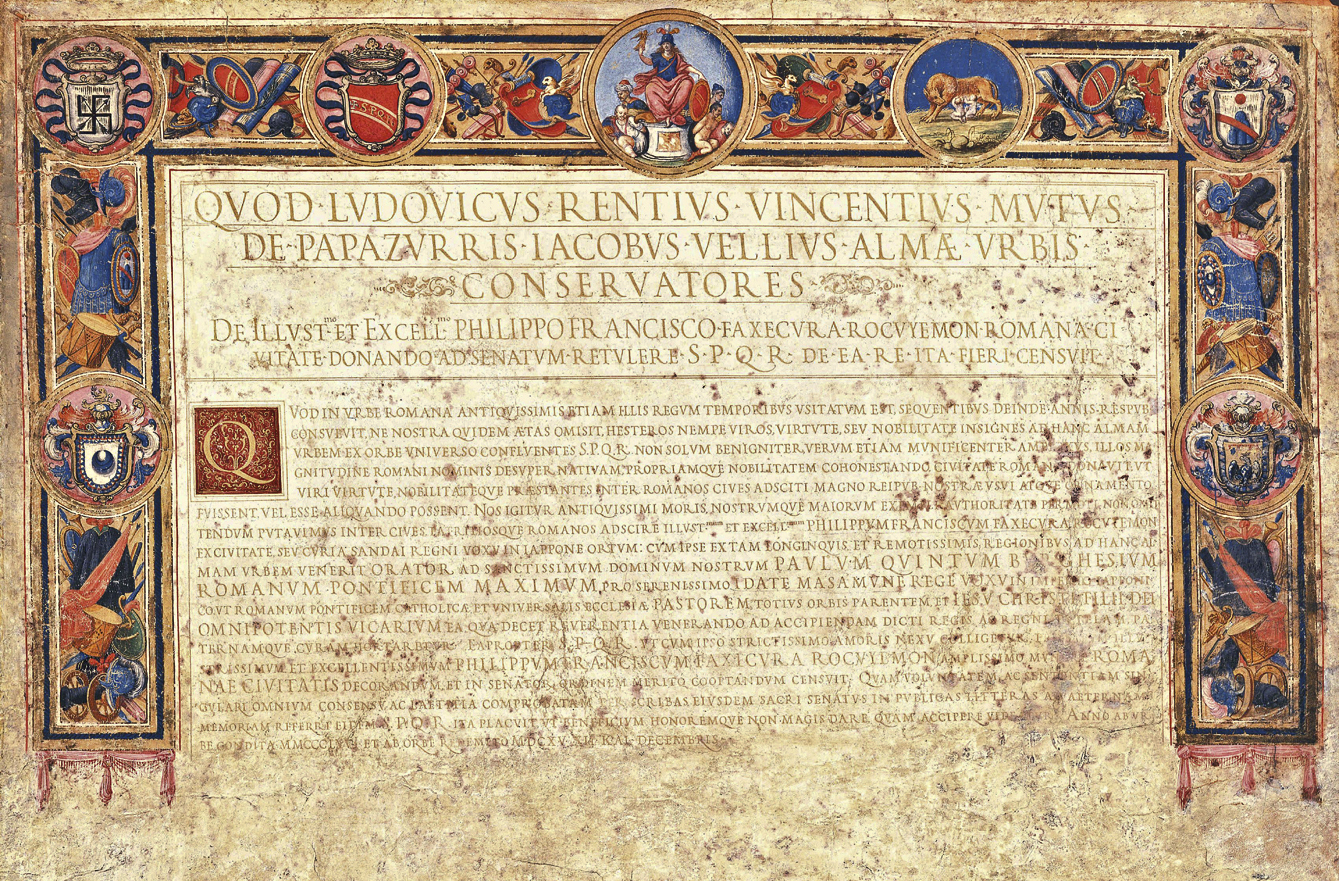
شهادة المواطنة الرمانية الممنوحة لهاسيكورا روكيومون

ذهب البعثة اليابانية إلى إيطاليا واستطاعوا أن يقابلوا البابا بولس الخامس في روما في نوفمبر من عام 1615 م. قدم هاسيكورا رسالة مذهبة إلى البابا تحوي طلبا لعقد معاهدة تجارية بين اليابان والمكسيك وبإرسال بعثة تبشيرية مسيحية إلى اليابان. وافق البابا على إرسال البعثة التبشيرية ولكنه ترك البت في قضية المعاهدة لملك إسبانيا. وكتب البابا رسالة إلى داتي ماساموني ما زال هنالك نسخة منها في الفاتيكان. وكذلك فقد منح مجلس الشيوخ الروماني هاسيكورا لقب فخري بالمواطنة الرومانية في وثيقة أحضرها معه عندما عاد إلى اليابان والتي ما زالت موجودة في سينداي.
وقد كتب الكاتب الإيطالي سكيبيوني أماتي، الذي كان مرافقا للبعثة ما بين عامي 1615 و1616 م، كتابا نشر في روما عنوانه «تاريخ مملكة الفوكسو». وفي 1616 م قام الناشر الفرنسي أبراهام سافغراين بتسجيل وقائع زيارة هاسيكورا إلى روما في منشورة باسم «تسجيل القدوم المهيب والمميز للدوم فيليب فرانسيسكو فاكسيكورا» ([[لغة فرنسية|بالفرنسية:Récit de l'entrée solemnelle et remarquable faite à Rome, par Dom Philippe Francois Faxicura). وكذلك فقد وصف سوتيلو الزيارة إلى البابا في كتابه الصادر في 1634 م بعنوان «القساوسة والعلاقات اليابانية» (بالإسبانية:De ecclesiae Iaponicae statu relatio) قائلا:

### الزيارة الثانية لإسبانيا
عندما رجع هاسيكورا إلى إسبانيا، التقى للمرة الثانية بالملك، والذي رفض أن يبرم المعاهدة التجارية المذكورة سابقا، زعما منه بأن هذه البعثة لا تبدو له كبعثة رسمية من حاكم اليابان طوكيوغاوا آياسو الذي، على النقيض، كان قد أصدر مرسوما في يناير من عام 1614 م أمر فيه بإبعاد جميع الجماعات التبشيرية من اليابان وبدأ باضطهاد أتباع الدين المسيحي هناك.
غادرت البعثة إشبيلية متوجهة إلى المكسيك في يونيو 1617 م بعد قضاء سنتين في أوروبا، غير أن بعض اليابانيين مكثوا في إسبانيا في بلدة بالقرب من إشبيلية تدعى كوريا دل رويو، حيث ما زال أحفادهم إلى هذا اليوم يعرفون باسم خابون (Japón).

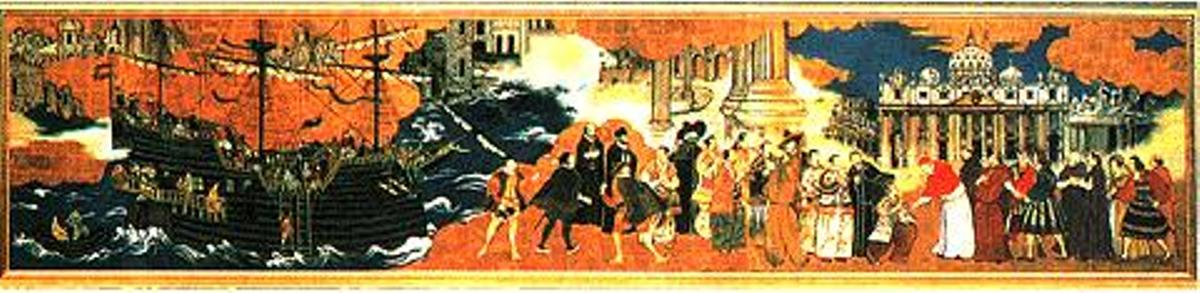
بعثة هاسيكورا إلى البابا في روما في 1615 م. لوحة يابانية من القرن السابع عشر

## العودة إلى اليابان
في أبريل من عام 1618 م وصلت سفينة سان خوان باوتيستا الفليبين قادمة من المكسيك وعلى متنها هاسيكورا ولويس سوتيلو. استعاد الإسبان السفينة بعد وصولها بهدف بناء أسطول للدفاع ضد الهولنديين. عاد هاسيكورا إلى اليابان في أغسطس من عام 1620 م.
عندما عاد هاسيكورا إلى اليابان وجد أن البلاد قد تغييرت بشكل كبير. فقد كانت حملات لطرد المسيحيين قد بدأت منذ عام 1614 م، وكانت البلاد آخذة بالانتقال إلى فترة ساكوكو الانعزالية. وبسبب هذه التغييرات، فقد رفضت المعاهدة التي كان يحاول أن ينشأها مع المسكيك.
في النهاية، يبدو أن البعثة التي ذهب بها هاسيكورا آتت بعض النتائج البسيطة، بالرغم من مشاهدتها لطرق فرض القوة الإسبانية الاستعمارية في أمريكا الوسطى قد أثرت في قرار الشوغن طوكيوغاوا هيديتادا بتعطيل العلاقات التجارية مع إسبانية في عام 1623 م والدبلوماسية في 1624 م.

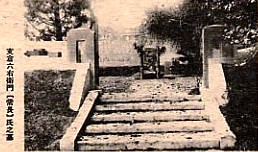
القبر البوذي لهاسيكورا تسونيناغا والذي لا يزال مشاهدا في إنفوكوجي، إنتشوزان، مياجي.

كتب سوتيلو بعد عدة سنوات، في 1634 م، وصفا لعودة هاسيكورا إلى اليابان كبطل يدعو للديانة المسيحية:
مات هاسيكورا تسونيناغا في عام 1622 م، ولا يزال قبره ظاهرا في المعبد البوذي في إنفوكوجي (باليابانية: 円長山円福寺) في ولاية مياجي.

## وصلات خارجية
- موقع بالإسبانية عن البعثة اليابانية والاسم Japón.
- دليل عن قبر هاسيكورا في إينتشوزان